# Jilemník
Jilemník (německy Illemnik) je malá vesnice, část okresního města Havlíčkův Brod. Nachází se asi 6,5 km na severovýchod od Havlíčkova Brodu. Od středověku až do poválečného vysídlení Němců ležela obec v Jihlavském jazykovém ostrově. V roce 2009 zde bylo evidováno 37 adres. V roce 2001 zde žilo 72 obyvatel.
Jilemník je také název katastrálního území o rozloze 2,92 km2.

## Galerie

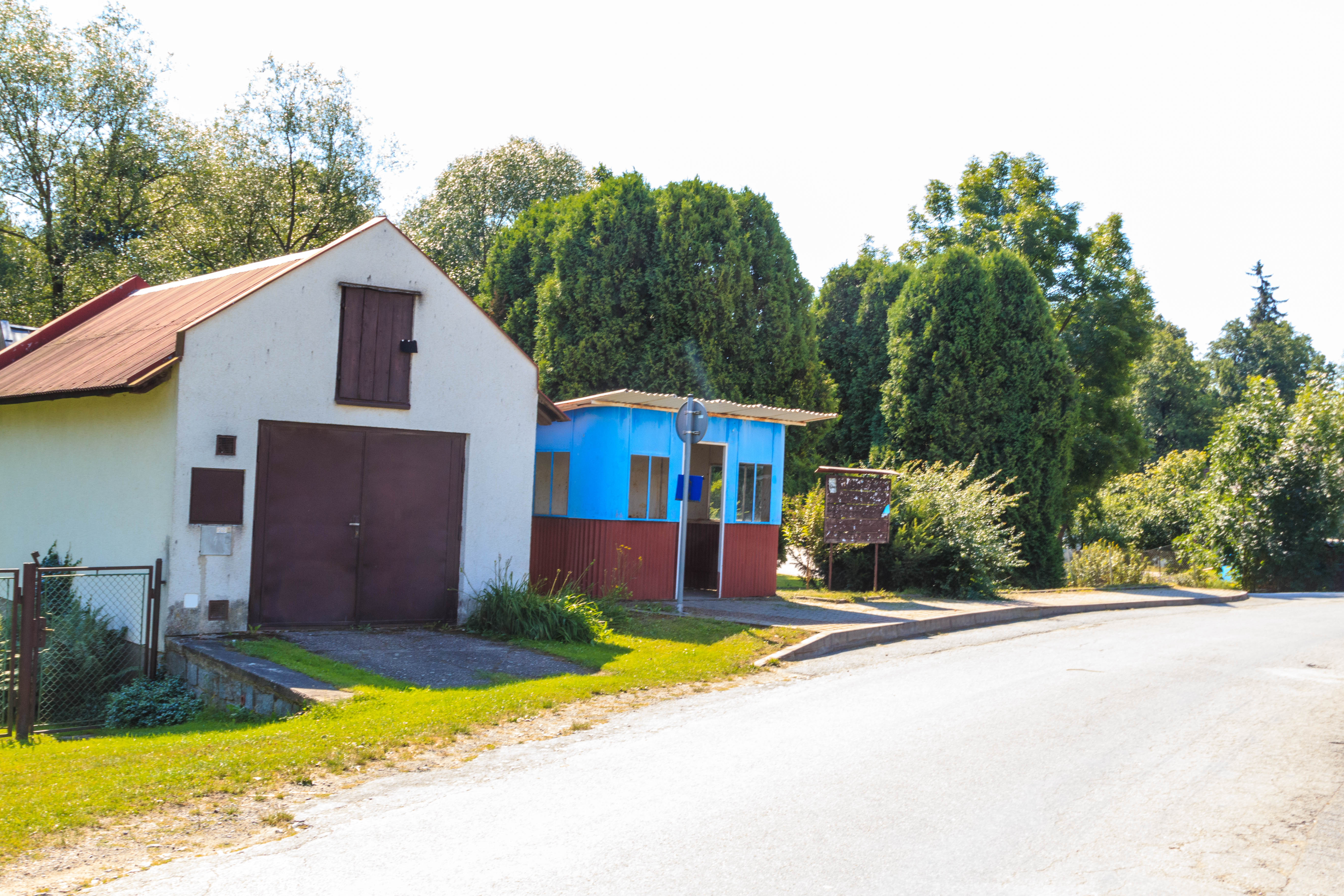
Jilemník zastávka
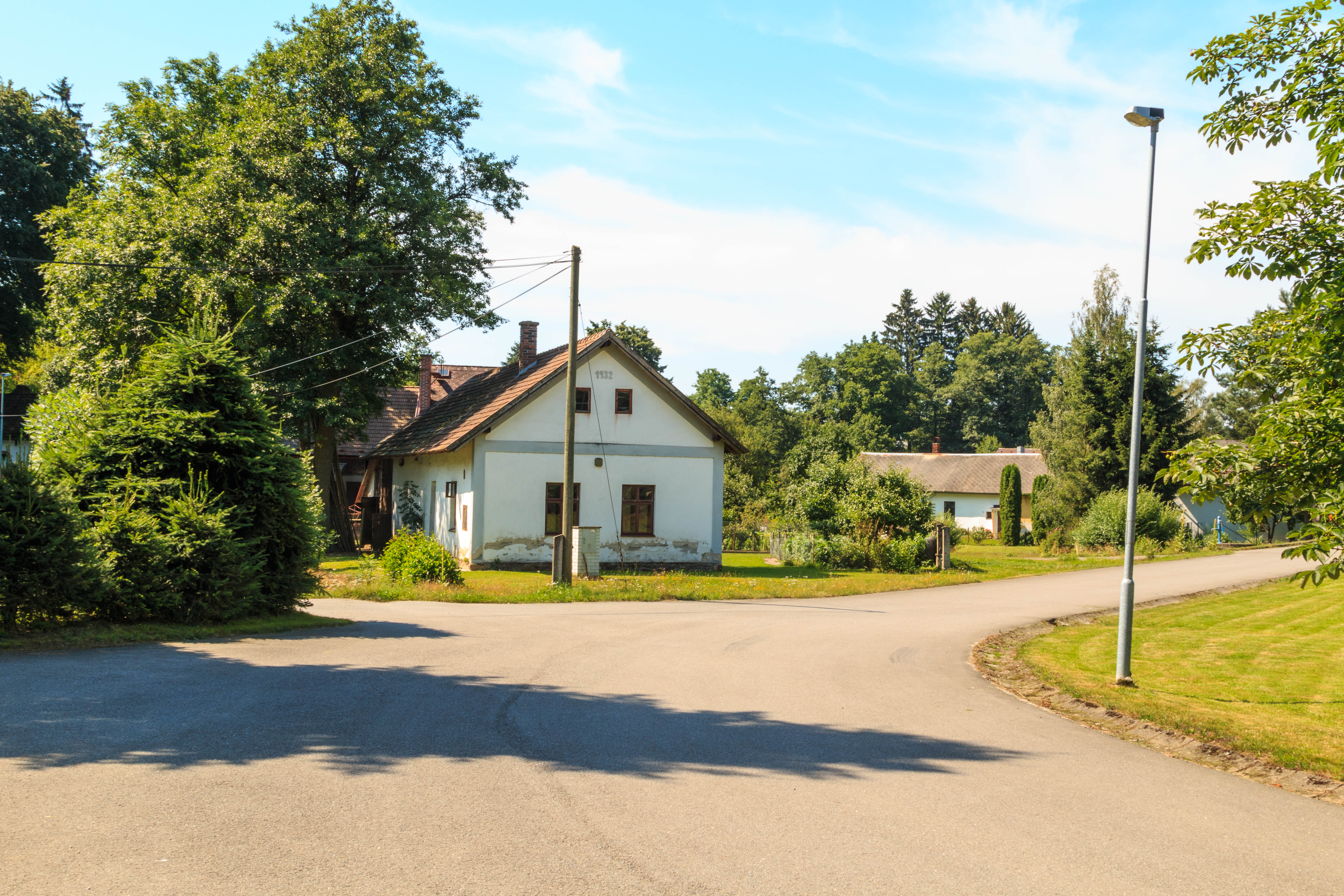
Jilemník čp. 27
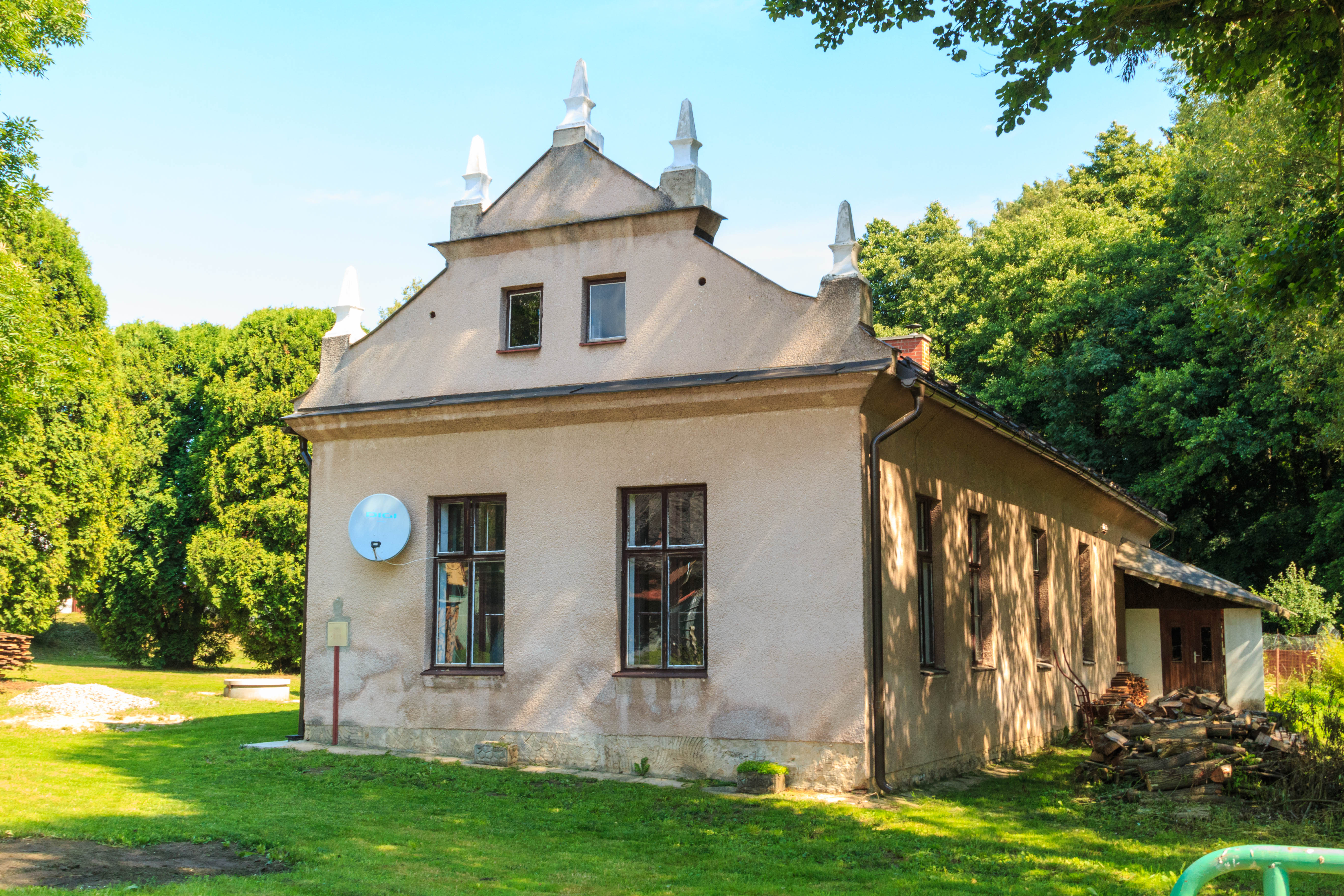
Jilemník čp. 18
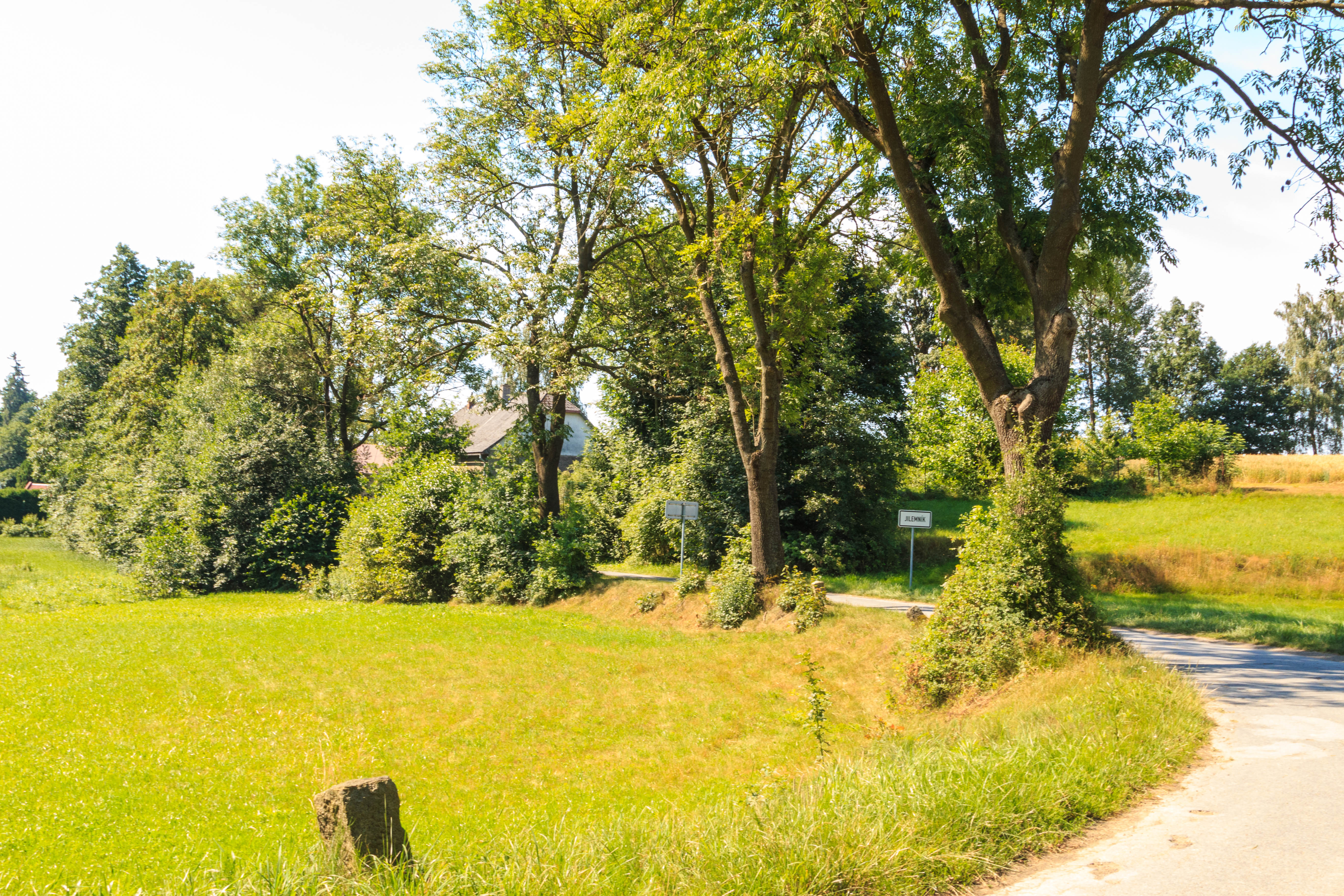
Příjezd do Jilemníka